# Жыланды (возвышенность)
Жыланды  — возвышенность в северо-восточной части Тургайской ложбины. Протяженность с северо-запада на юго-восток 25—30 км, ширина 5—7 км. Абсолютная высота 262 м. Сложена глинами и песчаниками палеогена и неогена. Северо-восточные склоны пологие, юго-западные отвесные, каменистые. Растительность полупустынная. Почвы — серозёмы. Используется как пастбище.